# Geranomyia obesistyla
Geranomyia obesistyla là một loài ruồi trong họ Limoniidae. Chúng phân bố ở miền Cổ bắc.